# La Marina
La Marina är en ort i Spanien.   Den ligger i provinsen Provincia de Alicante och regionen Valencia, i den sydöstra delen av landet, 400 km sydost om huvudstaden Madrid. La Marina ligger 33 meter över havet och antalet invånare är 2 093.
Terrängen runt La Marina är platt. Havet är nära La Marina österut.  Närmaste större samhälle är Elche, 13,7 km norr om La Marina. 